# Attelage (équitation)

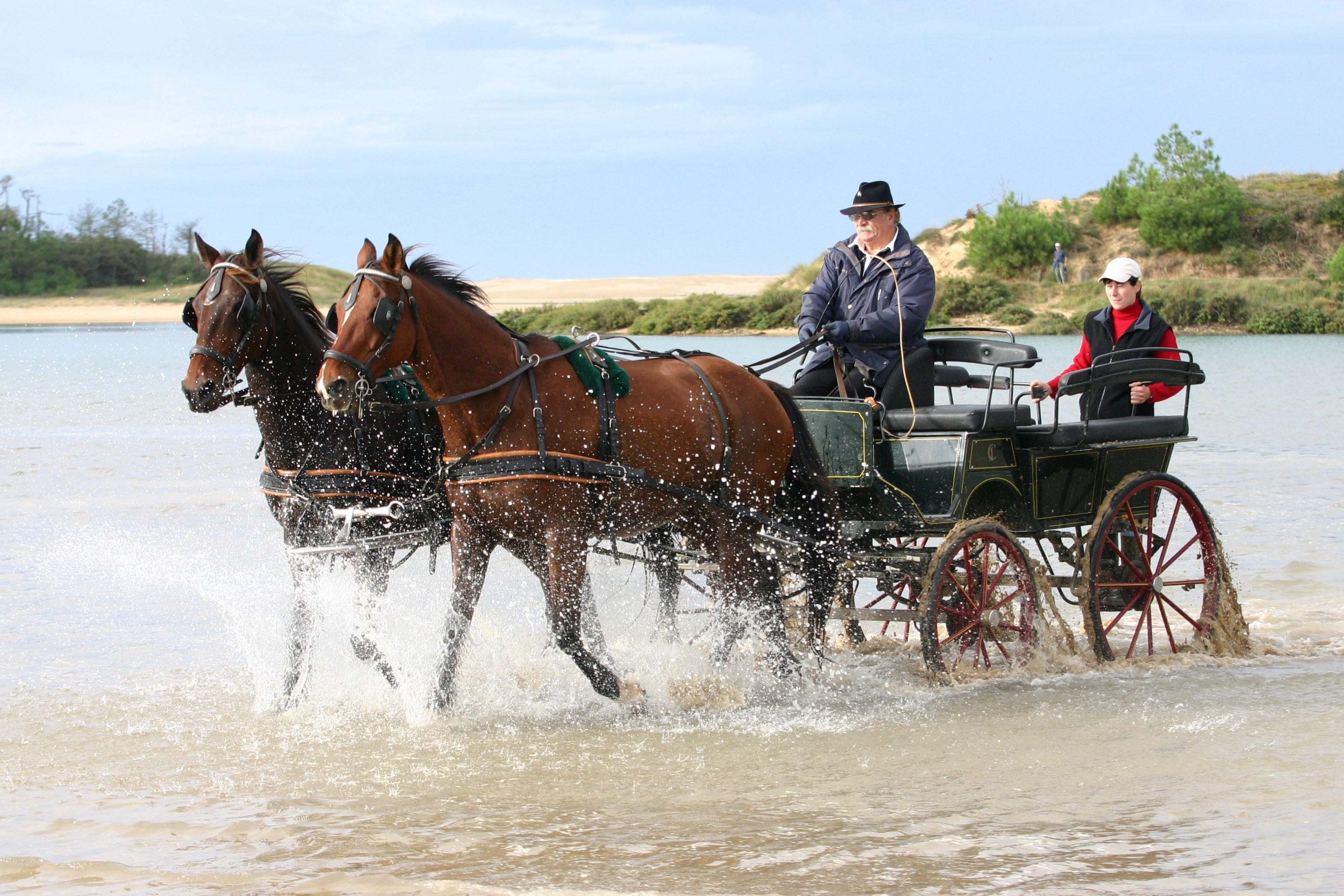
Attelage en paire en Vendée.

Pour les articles homonymes, voir attelage.
Pour un article plus général, voir attelage (hippomobile).
L'attelage est la technique de conduite d'un équidé attelé à un véhicule hippomobile. Sous sa forme codifiée, c'est un sport équestre reconnu par la Fédération Équestre Internationale.
Un attelage de compétition est composé d'une voiture, d'un, deux ou quatre chevaux et d'un meneur aidé par des grooms. La voiture utilisée est dédiée spécifiquement à ce sport et est munie de freins à disque sur les voitures modernes avec des brancards articulés sur les modèles à 4 roues.
Tous les chevaux peuvent être attelés, mais certaines races ont des prédispositions particulières à l'attelage de compétition. Certains attelages, y compris à haut niveau, peuvent présenter une combinaison étonnante de chevaux dont certains galopent tandis que d'autres trottent. L'important pour le meneur est de conserver la maîtrise de son attelage.
Avant de devenir une activité de loisir et de sport, l'attelage a longtemps été le seul moyen de transport. Si le train et l'automobile ont supprimé les équipages, l'attelage renaît grâce aux nombreuses associations, aux épreuves diverses, aux rallyes et aux écoles d'attelage, et sauve ainsi les chevaux de races lourdes.
Il existe une journée de l'attelage, en général le troisième dimanche d'avril,,,.

## Épreuves
Les concours complets d'attelage sont composés de trois épreuves :
- le dressage : une reprise est effectuée et les concurrents sont notés sur le style, l'impulsion et la qualité des allures, mais aussi sur la présentation de l'attelage. Le meneur est jugé sur sa maîtrise de l'attelage et sa technique équestre. La carrière doit mesurer 40 × 100 m ou 40 × 80 m au minimum ;
- le marathon : épreuve chronométrée, elle se déroule sur des sections différentes, chacune permettant de juger le meneur sur un parcours en terrain varié, la vitesse, la maniabilité et les capacités physiques des chevaux. Certaines sections sont de la route, avec allure libre ou imposée (pas ou trot), tandis que d'autres abritent des obstacles naturels ou artificiels : dévers, gué, chicanes, rampes… Les obstacles au nombre de 5 à 8 sont chronométrés individuellement. Le marathon est aussi appelé « Derby » en Suisse Romande ;
- l'épreuve de maniabilité : elle s'effectue sur des circuits jalonnées par 16 à 20 portes balisées par des balles posées sur des cônes, dont un côté est vertical et l'autre en biais. Les pistes peuvent être aménagées dans une carrière d'équitation mais la dureté du sol est indispensable. Comme en CSO, les pénalités sont infligées lors de dépassement de temps ou pour chaque balle tombée.

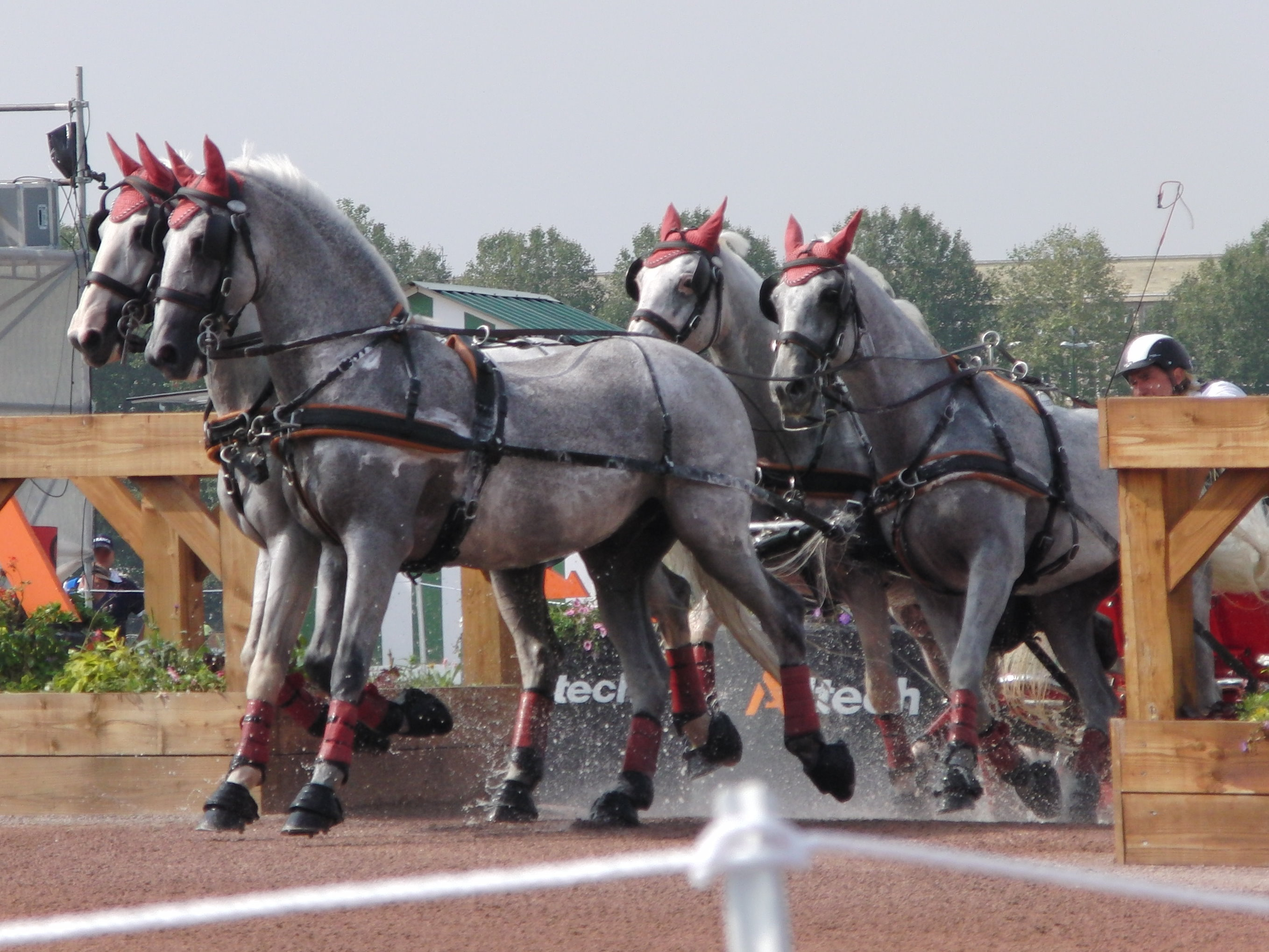
Team dans un obstacle de marathon

D'après la Fédération Française d’Équitation "ces épreuves valident la compétence et l’habileté du meneur et permettent de tester la bonne condition physique, la franchise, la soumission et la souplesse des poneys / chevaux." Le concours complet d'attelage peut être comparé au concours complet d'équitation. La maniabilité remplace ainsi l'épreuve de saut et le marathon l'épreuve de cross.
Les concours « club » peuvent ne comporter que deux de ces épreuves.
Certaines compétitions en intérieur ne présentent que l'épreuve de maniabilité.
Le TREC en attelage comporte un parcours d'orientation (POR) de 15 à 22 km et un parcours en terrain varié (PTV) de 16 « difficultés » qui simulent celles que l'on peut rencontrer au cours d'une randonnée.
Les Concours d'Attelage de Tradition (CAT) sont organisés, en France, par l'Association Française d'Attelage (AFA) et par la Fédération Suisse des Sports Équestres (FSSE) en Suisse. Ils sont  réservés, en principe, aux voitures hippomobiles anciennes. La présentation (chevaux, harnais, voiture) est alors primordiale dans la note finale. Elle se complète par une maniabilité et un routier avec quelques difficultés qui rappellent celles du TREC attelé.
Les règlements complets sont publiés chaque année. pour la France par la Fédération Française d'Équitation et par l'AFA pour les CAT et pour toutes les disciplines par la FSSE pour la Suisse.

## Équipement du cheval et du meneur

### Équipement du cheval
Le harnais du cheval est composé de différentes parties :
- la sellette : fixée sur le dos du cheval par la sangle, supporte les brancards par l'intermédiaire de la dossière et des bracelets (ou porte-brancards). Elle se place à une main en arrière du garrot du cheval ;
- le mantelet : est l'équivalent de la sellette pour les attelages en paire ou avec des limonières (brancards s'attachant au collier, typique du Collier des Grisons en Suisse) ;
- la bride : supporte le mors auquel les guides sont attachées. La bride est munie d'œillères pour que le cheval ne voie pas sa propre voiture. Un mors adapté est employé, l'un des plus communs étant le mors Liverpool ;Collier d'attelage

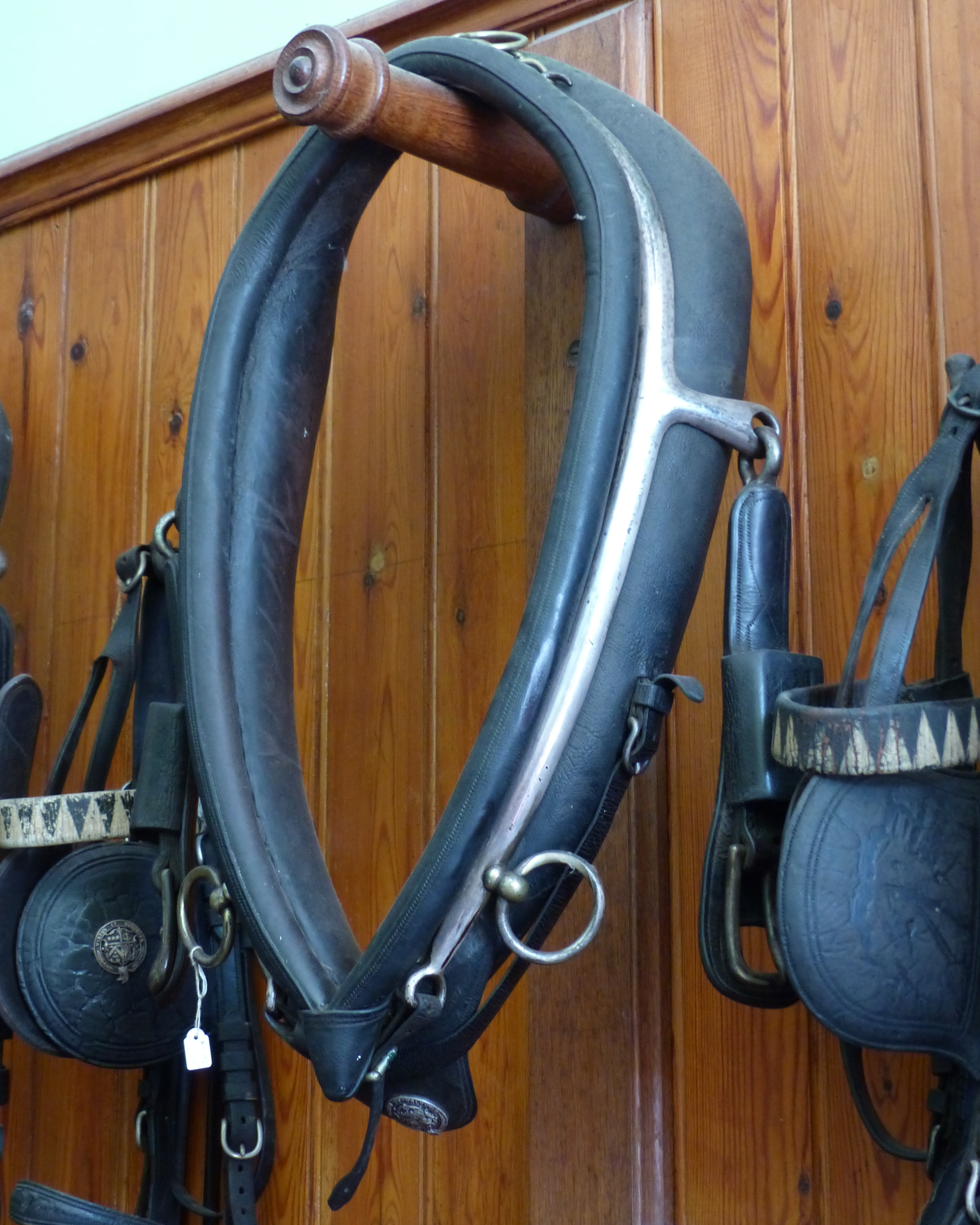
Collier d'attelage

- les guides : longues lanières de cuir permettant de diriger les chevaux ;
- le collier : pièce du harnachement qui assure la transmission de la force de traction. Sa taille doit être parfaitement adaptée à l'encolure du cheval ;

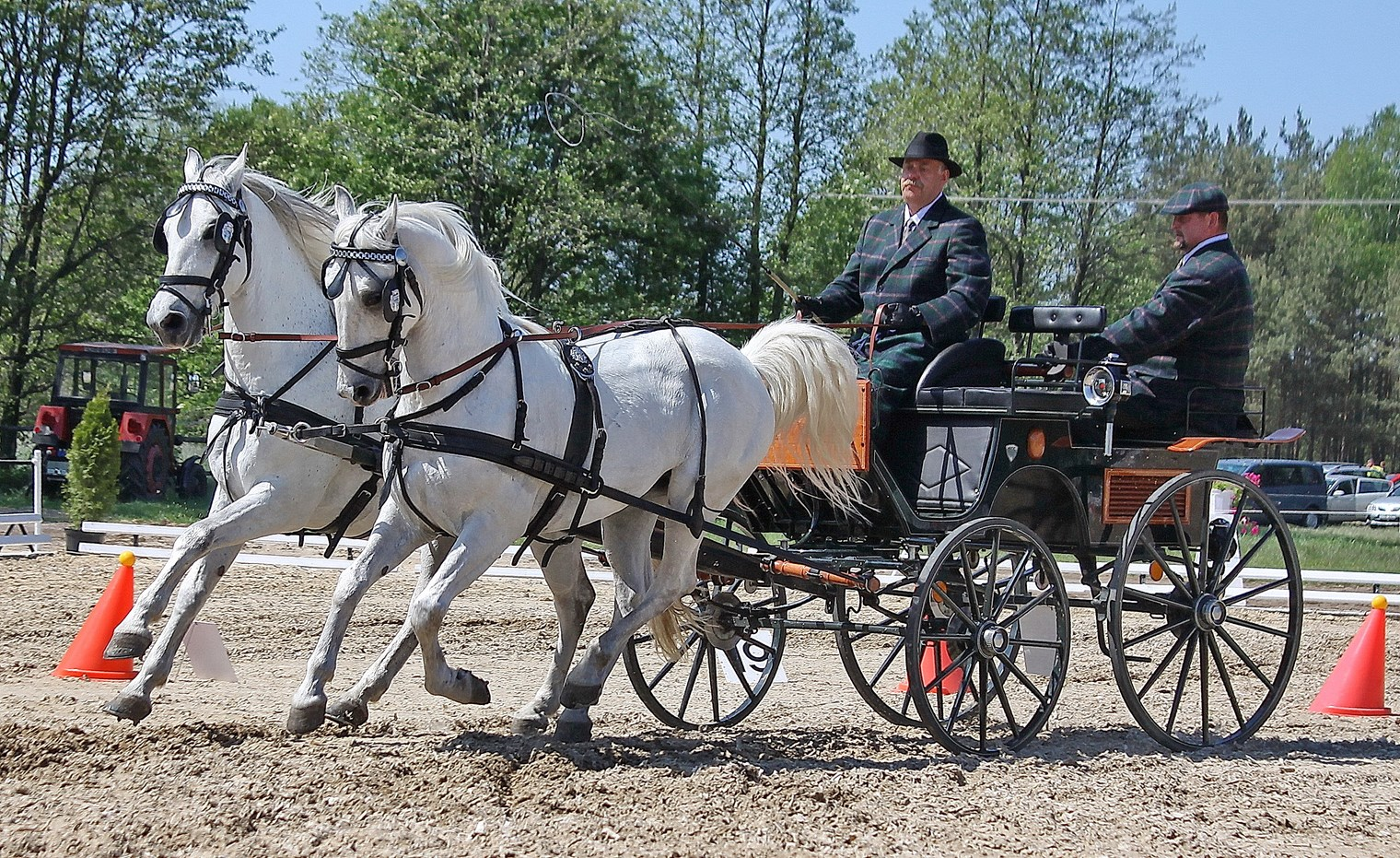
Attelage de chevaux en pair sur une maniabilité, attelé avec une bricole.

- Attelage de chevaux en pair sur une maniabilité, attelé avec une bricole.la bricole : Pièce en cuir ou en synthétique maintenue sur le poitrail du cheval et ayant la même fonction que le collier. À la différence de ce dernier, la bricole est réglable et peut donc être utilisée sur n'importe quel cheval. On l’appelle aussi parfois « poitrail » ;
- l'avaloire : large pièce de cuir entourant l’arrière-main du cheval. C'est une des pièces du reculement qui comporte également les barres de fesse, la croupière et les courroies de reculement que l'on attache aux brancards. L'ensemble permet de retenir la voiture lors des décélérations, descentes et arrêts, ainsi que de la faire reculer ;
- les traits : solides lanières de cuir, maintenant renforcés de nylon, qui sont entre le collier (ou la bricole) et la voiture pour assurer la traction.

On parle de «garnir» lorsque l'on place le harnais sur le cheval et de dégarnir lorsqu'on lui enlève. Le Brevet d'Attelage de la FSSE (Suisse) préconise, quant à lui, les termes « harnacher » et « déharnacher ». On « attelle » lorsque l'on conduit le cheval devant l'attelage et que l'on relie le char au harnachement.

### Équipement du meneur
L'équipement du meneur répond à des impératifs de confort tout comme à des impératifs de sécurité. Les gants protègent les doigts du meneur de la tenue du fouet et des guides et évitent ainsi les ampoules. Le tablier est long, fait le tour des jambes et les recouvre. Il protège des intempéries, des projections de boue et de graisse des guides. Le meneur doit également porter un couvre-chef pour le protéger de la pluie et du soleil comme une casquette ou un béret. La bombe est obligatoire pour les mineurs ainsi que pour la pratique en terrain varié. En compétition et en présentation, le couvre-chef peut être un haut-de-forme ou un chapeau melon. Le gilet de protection est également obligatoire pour la pratique en terrain varié et lors du marathon en compétition. Un vêtement et des chaussures imperméables sont également appréciés. Certains meneurs portent également un soutien dorsal pour limiter la fatigue du dos.

## Types d'attelage
Il existe différentes manières d'atteler un ou plusieurs chevaux.
| Nom                                          | Visuel | Description |
| -------------------------------------------- | ------ | --- |
| Attelage solo                                |        | On parle d'attelage solo lorsque l'attelage est composé d'un cheval unique entre les brancards. |
| Attelage en paire                            |        | Les deux chevaux sont côte à côte, c'est-à-dire de chaque côté du timon (barre de bois ou de métal, solidaire du train avant qui assure la rotation de la voiture). |
| Attelage en tandem                           |        | Les deux chevaux sont l'un derrière l'autre sur la même file. |
| Attelage en team                             |        | Quatre chevaux avec deux lignes de paire. Les chevaux de devant sont appelés chevaux de volée et ceux de derrière timoniers. |
| Attelage par triple paire ou quadruple paire |        | Ce type d'attelage est très peu répandu. |
| Attelage à l'évêque                          |        | Cet attelage se présente avec trois chevaux de front. |
| Attelage à la troïka ou attelage russe       |        | Trois chevaux côte à côte, dont deux galopeurs à l'extérieur, celui du milieu étant un grand trotteur. |
| Attelage à la daumont                        |        | attelage en double paire, les chevaux de gauche étant montés par un postillon. À la demi daumont, il n'y a qu'une paire de chevaux avec un postillon sur le timonier gauche. Dans les deux cas, il n'y a pas de meneur dans la voiture. C'est l'attelage habituel de la Reine du Royaume-Uni mais avec 3 paires. |

Seuls les attelages en solo, en paire ou en team sont admis dans les concours officiels, à l'exception des Concours de Tradition qui recherchent tous les équipages traditionnels du XIXe siècle.

## Compétitions
Les compétitions d'attelage sont découpées en différentes catégories et par différents niveaux. Une première distinction se fait s'il s'agit d'une compétition avec des chevaux ou avec des poneys, puis une seconde en fonction du nombre de chevaux menés : un cheval, deux chevaux ou quatre chevaux. Les compétitions se répartissent ensuite en fonction des catégories d'âge ou thématique : sénior, jeunes meneurs, juniors, enfants, meneurs para-équestre et jeunes chevaux. Enfin un niveau de difficulté est défini par des étoiles, une étoile étant le niveau le plus faible et quatre étoiles étant le plus élevé.

## TREC attelé
Le TREC Attelé est la version en attelage du Trec monté. La discipline vise à évaluer le meneur, ses coéquipiers et les équidés dans les situations de randonnée en véhicule hippomobile.

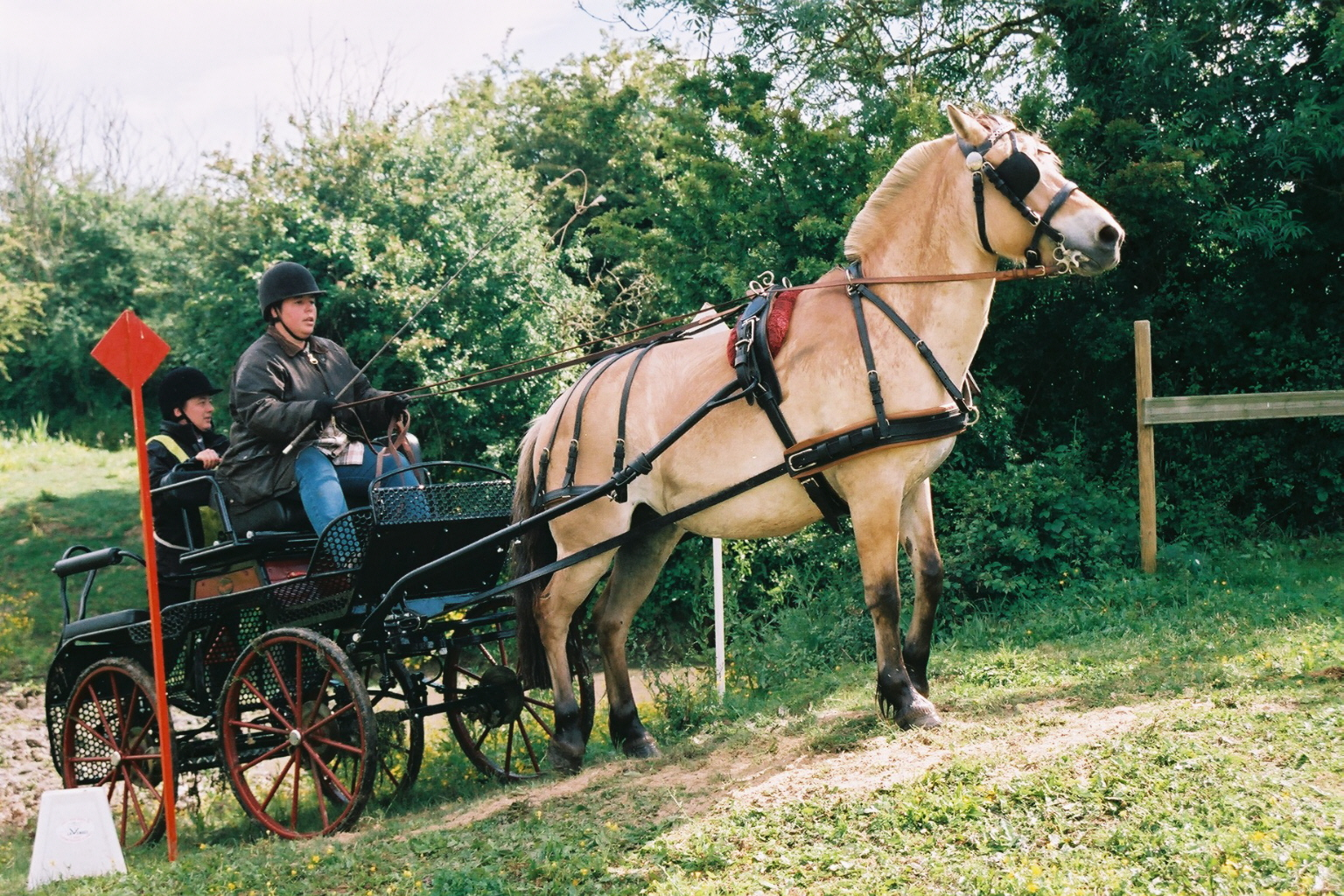
l'arrêt en côte, sans frein
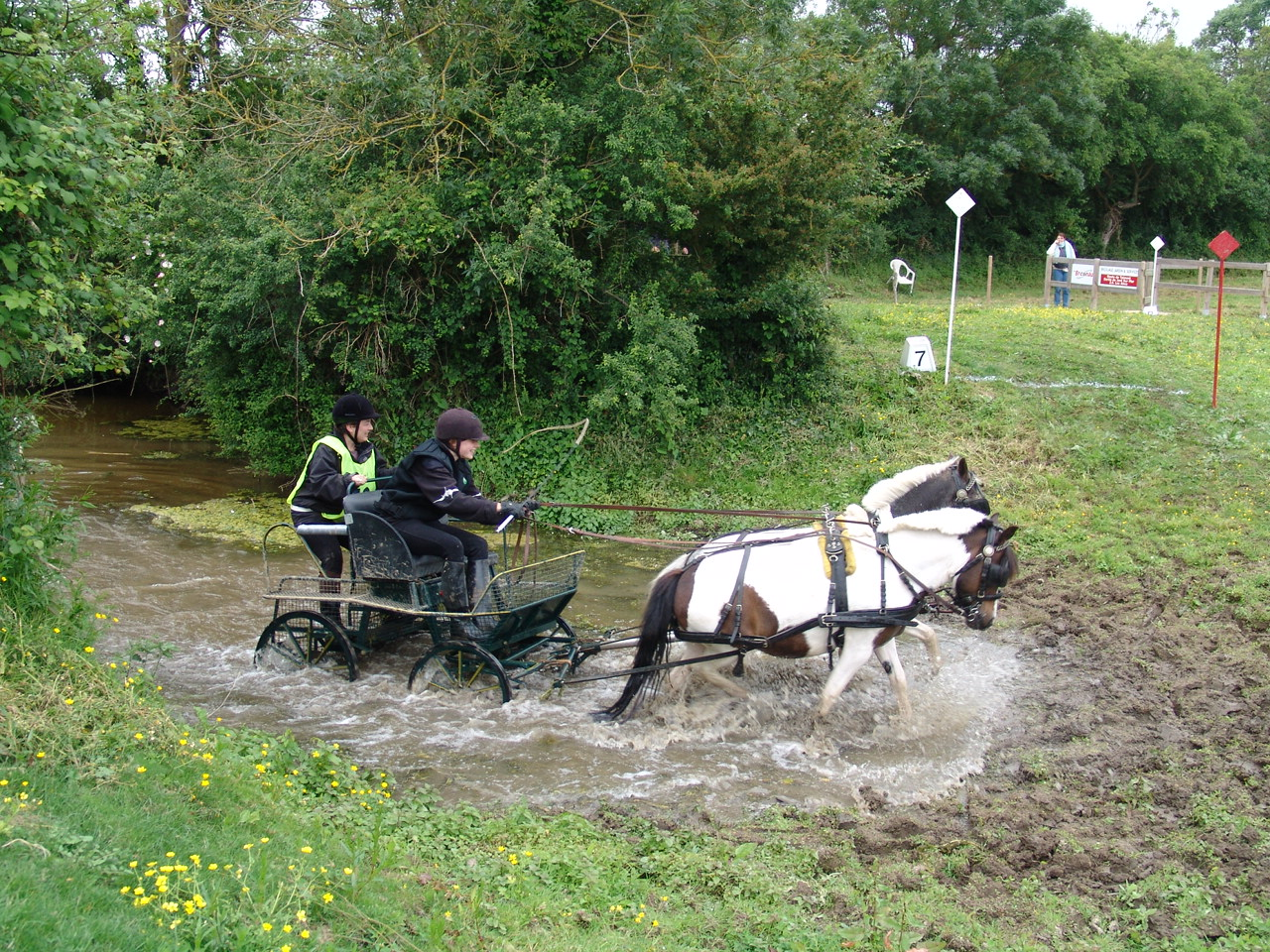
Le passage du gué
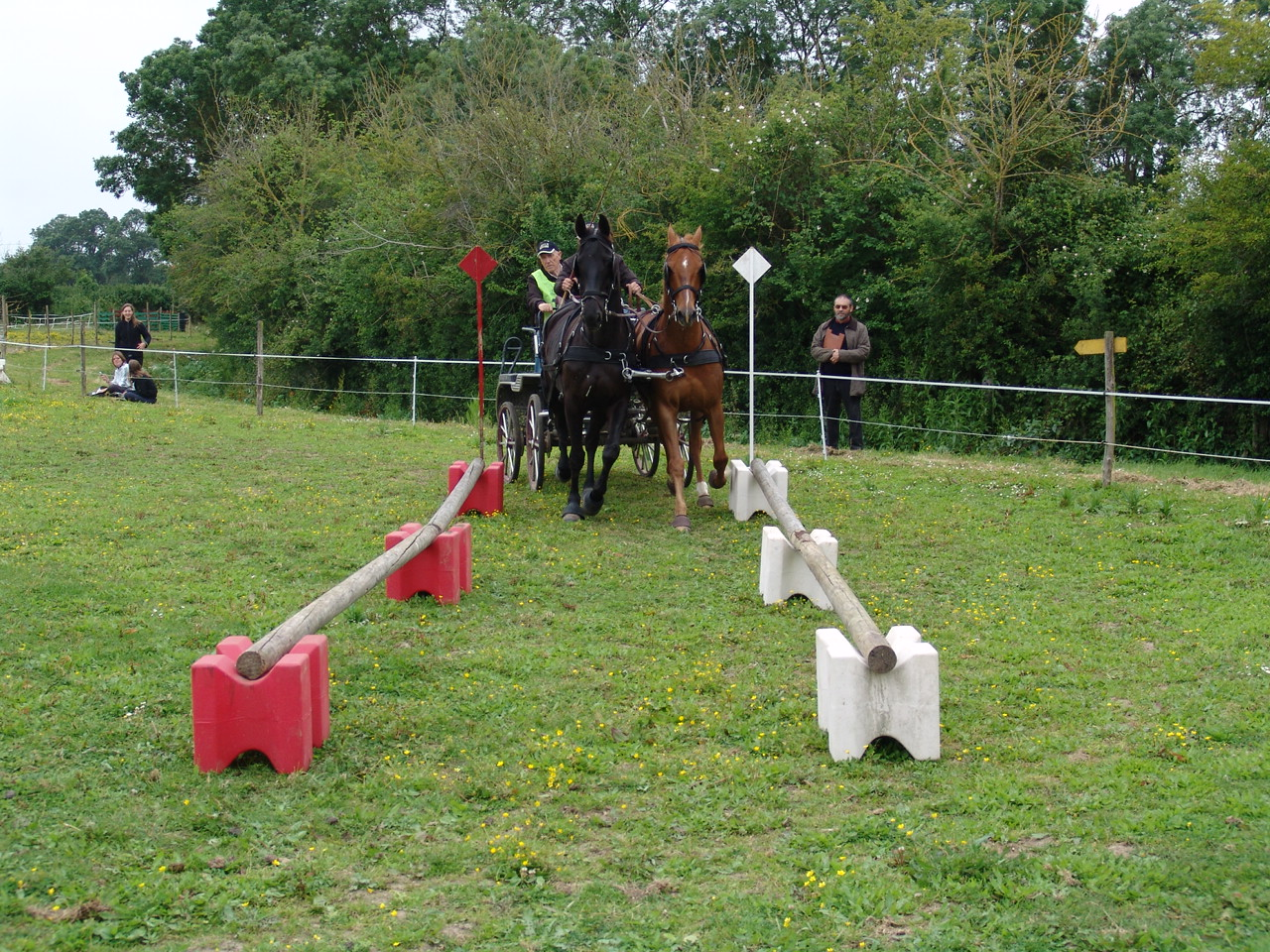
Le passage des barres maraichères
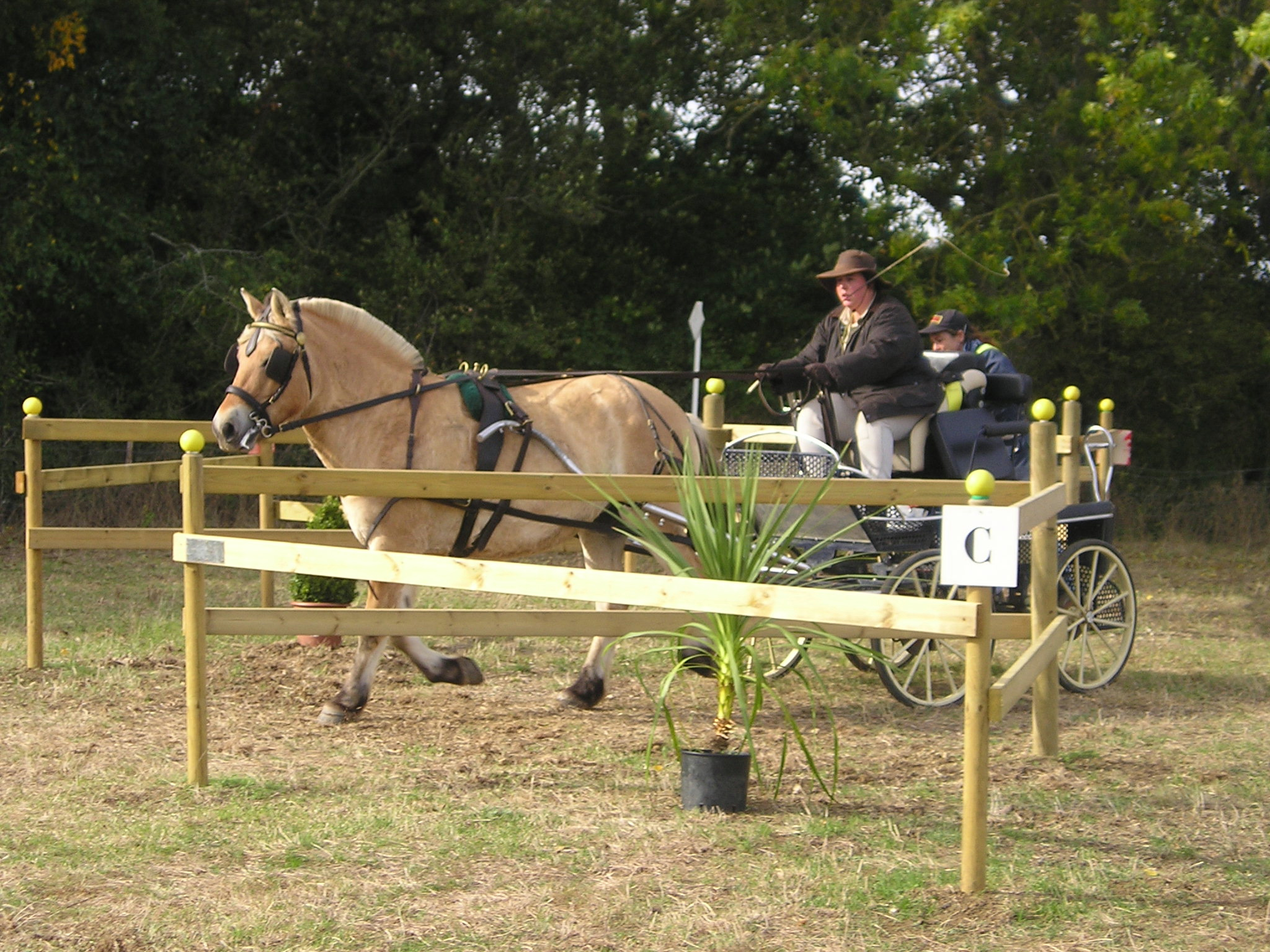
L'obstacle en trèfle

## Label «École Française d'attelage»
Il existe un label créé par la FFE concernant les écoles d'attelage. Ce label est une garantie de qualité qui permet de recenser les écoles d'attelage.

#### Manuels officiels
- Fédération française d'équitation, Manuel d'instruction de l'attelage, Lavauzelle, coll. « Lavauzelle-sport », 1984, 52 p. (ISBN 2-7025-0071-4 et 9782702500712)
- Être meneur : galops 1 à 4, Panazol, Lavauzelle, 2004, 80 p. (ISBN 2-7025-0533-3 et 9782702505335)
- Laurence Grard Guénard, Les fondamentaux de l'attelage : Galops 1 à 7, Editions Amphora, 2008, 351 p. (ISBN 978-2-85180-738-0 et 2-85180-738-2, lire en ligne)

#### Ouvrages spécialisés
- Guide pratique de l'attelage, Olivier Perrin éditeur, 1973, 110 p.
- Jean Dillée, Apprendre à mener : Attelage à un et en paire, Versailles, Prest Edit, 1985, 92 p. (ISBN 2-904971-13-0 et 9782904971136)
- Bénédicte Desmarais, Pratiquer l'attelage, De Vecchi, 1997, 158 p. (ISBN 978-2-7328-2691-2)
- Daniel Boxberger, Guide pratique de l'attelage : Du galop 1 au galop 9 pour 1, 2, 4 chevaux et tandem, Le Pontet, Éd. du Trident, 1999 (ISBN 2-9514944-0-8 et 9782951494404)
- Noël Vinet et Claude Choinière, Les plaisirs de l'attelage, C. Choinière et N. Vinet, 2000 (ISBN 2-9806781-0-4 et 9782980678103)
- Sallie Walrond (trad. de l'anglais), L'attelage, Chamalières, Proxima, 2001, 47 p. (ISBN 2-84550-062-9 et 9782845500624)
- Max Pape, L'art de l'attelage, 2005, 271 p. (ISBN 2-7114-1784-0 et 9782711417841)
- Bernard Lecointe, Atteler chez soi, Paris, Vigot, 2009, 93 p. (ISBN 978-2-7114-2080-3 et 2-7114-2080-9)
- Comte Gérard de Contades, Bibliographie Sportive: Le Driving En France (1547-1896), Paris, 69 Passage Choiseul, Librairie Rouquette, 1898, 310 p. (présentation en ligne, lire en ligne)